# امیر سحرخیز
امیر سحرخیز (زادهٔ ۱۲ اسفند ۱۳۵۵) تهیه‌کننده، نویسنده و کارگردان انیمیشن و طراح جلوه‌های بصری ایرانی است. او فعالیت خود را در اواخر دههٔ ۱۳۷۰ با فیلم‌های تبلیغاتی آغاز کرد و با اولین انیمیشن کوتاه خود، چت ایرونی (۱۳۸۳) برنده جایزه ویژه هیات داوران از چهارمین جشنواره بین‌المللی پویانمایی تهران و تندیس بهترین انیمیشن از نهمین جشن سینمای ایران شد.
او همچنین برنده سیمرغ بلورین جشنواره فیلم فجر و تندیس جشن سینمای ایران در رشته جلوه‌های بصری است.

## فعالیت
او در سال ۱۳۷۹ با مجموعه تلویزیونی چراغ جادو به کارگردانی همایون اسعدیان فعالیت خود را به عنوان طراح جلوه‌های بصری آغاز کرد و در سال ۱۳۸۴ با فیلم جایی در دوردست به کارگردانی خسرو معصومی وارد سینما شد.
طراحی جلوه‌های بصری سریال مختارنامه به کارگردانی داوود میرباقری از دیگر فعالیت‌های او در تلویزیون است.
امیر سحرخیز با طراحی جلوه‌های بصری فیلم سلام بر فرشتگان موفق به دریافت سیمرغ بلورین بهترین جلوه‌های بصری از سی‌امین جشنواره فیلم فجر و پروانه زرین دستاورد فنی و هنری از بیست و پنجمین جشنواره بین‌المللی فیلم‌های کودکان و نوجوانان شد.
طراحی تیتراژ فیلم‌های درباره الی و جدایی نادر از سیمین و نیز طراحی جلوه‌های بصری فیلم‌های خون بازی، فرش ایرانی، آواز گنجشک‌ها و یک حبه قند از دیگر فعالیت‌های اوست. وی همچنین برای فیلم‌های عصبانی نیستم، پشت دیوار سکوت، ترنج، فرزند چهارم و ۲۳ نفر نامزد دریافت سیمرغ بلورین بهترین جلوه‌های بصری شده است.
او عضو سابق شورای انیمیشن مرکز گسترش سینمای مستند و تجربی و عضو فعلی کمیسیون سینمای فرهنگستان هنر نیز هست.
سحرخیز عضو هیات داوری دهمین جشنواره بین‌المللی پویانمایی تهران، سی و چهارمین جشنواره فیلم کوتاه تهران و داور بخش بین‌الملل سی و دومین جشنواره فیلم کودک و نوجوان اصفهان نیز بوده است.
امیر سحرخیز سه دوره از سال ۱۳۹۵ تا ۱۴۰۳ به عنوان اولین رییس هیات مدیره انجمن صنفی فیلمسازان انیمیشن فعالیت کرد. او در سال ۱۳۹۹ مجموعه انیمیشن تلویزیونی «چیا» را تولید کرد که موفق به دریافت تندیس طلایی بهترین اثر تلویزیونی در دوازدهمین جشنواره بین‌المللی پویانمایی تهران شد.

## جوایز
·      ۱۳۸۳ – تندیس طلایی جایزه ویژه هیات داوران چهارمین جشنواره بین‌المللی پویانمایی تهران برای فیلم «چت ایرونی»
·      ۱۳۸۴ – تندیس بهترین فیلم انیمیشن نهمین جشن سینمای ایران برای فیلم «چت ایرونی»
·      ۱۳۸۵ – جایزه بهترین جلوه‌های بصری دوازدهمین جشن سینمای ایران برای فیلم «خواب لیلا»
·      ۱۳۸۶ – دیپلم افتخار بهترین انیمیشن بیست و چهارمین جشنواره فیلم کوتاه تهران برای فیلم «آلامد»
·      ۱۳۹۰ – پروانه زرین بهترین دستاورد فنی و هنری بیست و پنجمین جشنواره بین‌المللی فیلم کودک و نوجوان برای فیلم «سلام بر فرشتگان»
·      ۱۳۹۰ – سیمرغ بلورین بهترین جلوه‌های بصری سی‌امین جشنواره فیلم فجر برای فیلم «سلام بر فرشتگان»
·      ۱۳۹۲ - پروانه زرین بهترین دستاورد فنی و هنری بیست و پنجمین جشنواره بین‌المللی فیلم کودک و نوجوان برای فیلم «سفر زمان»
·      ۱۴۰۱ – تندیس طلایی بهترین اثر تلویزیونی دوازدهمین جشنواره بین‌المللی پویانمایی تهران برای مجموعه «چیا»
·      ۱۴۰۲ – تندیس طلایی بهترین اثر کودک و نوجوان سیزدهمین جشنواره بین‌المللی پویانمایی تهران برای «آوازهای جنگل: روز برفی»

## آثار

### جلوه‌های بصری
۱۳۸۴ - جایی در دوردست
۱۳۸۵ – خون بازی
۱۳۸۶ – فرش ایرانی
۱۳۸۶ – آواز گنجشک‌ها
۱۳۸۶ – دایره زنگی
۱۳۸۶ – خواب لیلا
۱۳۸۷ – یک وجب از آسمان
۱۳۸۷ – وقتی همه خوابیم
۱۳۸۷ – درباره الی
۱۳۸۸ – طهران تهران
۱۳۸۸ – آسمان محبوب
۱۳۸۹ – یه حبه قند
۱۳۸۹ – مختارنامه
۱۳۸۹ – سلام برفرشتگان
۱۳۸۹ – جدایی نادر از سیمین
۱۳۹۰ – سفر زمان
۱۳۹۰ – خرس
۱۳۹۰ – نارنجی‌پوش
۱۳۹۰ – شوق پرواز
۱۳۹۱ – ترنج
۱۳۹۱ – فرزند چهارم
۱۳۹۲ – چه خوبه که برگشتی
۱۳۹۲ – عصبانی نیستم!
۱۳۹۲ - کلاشینکف
۱۳۹۲ – ملبورن
۱۳۹۳ - تابو
۱۳۹۴ – پدر آن دیگری
۱۳۹۴ - لانتوری
۱۳۹۴ – گذر موقت
۱۳۹۵ – ایستگاه اتمسفر
۱۳۹۵ - مادری
۱۳۹۵ – پشت دیوار سکوت
۱۳۹۶ – یه وا
۱۳۹۶ – حریم شخصی
۱۳۹۶ – کار کثیف
۱۳۹۷ – مردی بدون سایه
۱۳۹۷ – ۲۳ نفر
۱۳۹۷ – سینما شهر قصه

### انیمیشن
۱۳۸۳ – چت ایرونی
۱۳۸۶ – آلامُد
۱۳۹۸ – مجموعه تلویزیونی چیا
۱۴۰۱ – مجموعه آوازهای جنگل